# Jesús del Valle (Piura)
Jesús del Valle es un caserío peruano ubicado en el distrito de Tambogrande, perteneciente a la provincia y departamento de Piura, al norte del Perú. 

## Ubicación
Jesús del Valle se ubica al norte de la provincia de Piura, en el distrito de Tambogrande, en el departamento de Piura.

## Demografía
En 2017 Jesús del Valle tenía una población de 941 habitantes.
| Gráfica de evolución demográfica de Jesús del Valle entre 1993 y 2017 |
|                                                                       |
| Fuentes: Población 1993 y 2017                                        |